# Meytal Cohen
Meytal Cohen (Ramat Gan, Izrael, 1983. augusztus 9. –) az Egyesült Államokban élő zenész, dobos. Alkalmi együttesei mellett stúdió- és session-zenész, neves előadók kísérője koncertturnékon.
Az izraeli Ramat Ganban született, egy népes család hetedik gyermekeként. A szülővárosának Blich gimnáziumában végezte középiskolai tanulmányait. 18 évesen kezdett dobolni, két évig az Izraeli Védelmi Erőknél szolgált, sorkatonai szolgálatban, majd Los Angelesbe költözött. Itt a helyi zeneakadémián az ütőshangszerek szakán végzett. A diploma megszerzése után kísérőzenész volt több koncertturnén Ausztráliában, USA-ban, Mexikóban, Dél-Amerikában és Európában. A  Moby Chick nevű, lányokból álló Led Zeppelin emlékzenekarhoz a Puerto Ricó-i turnéjukon csatlakozott.
2010-től egy online videó projekten dolgozik, amelyen „drumcover”-eket ad elő a legnépszerűbb rockzenekarok dalaiból. Ezzel nagy ismertséget és rajongótábort szerzett. Két ausztrál és egy amerikai TV-showban is szerepelt. Fellépésein és videóin DC California dobfelszerelést és Soultone cintányérokat használ.
2015-ben jelent meg első önálló, saját albuma, Meytal – Alchemy címmel.